# Gmina De Witt (Iowa)

Położenie Gminy De Witt w hrabstwie Clinton

Gmina De Witt (ang. De Witt Township) – gmina w USA, w stanie Iowa, w hrabstwie Clinton. Według danych z 2000 roku gmina miała 6346 mieszkańców, a jej powierzchnia wynosi 141,1 km².